# Upplands runinskrifter 1117
Upplands runinskrifter 1117 är en vikingatida runsten av granit i Vigle, Skuttunge socken och Uppsala kommun. Runstenen är 1,55 meter hög och 1,40 meter bred. Runhöjden är 5 centimeter. Ristningen är signerad av Kol. Det är den enda kända ristningen av Kol som inte verkar ha varit någon framstående runmästare.

## Inskriften
Translitterering av runraden:
biarn u- ... ...k -runka... ... ...þur sin kul hiuk ...
Normalisering till runsvenska:
Biorn o[k] ... [o]k ... ... [fa]ður sinn. Kol hiogg ...
Översättning till nusvenska:
Björn och ..., sin fader. Kol högg.